# Wilhelm Staehle
Wilhelm Staehle (né le 20 novembre 1877 à Neuenhaus, mort le 23 avril 1945 à Berlin) est un officier allemand du service de renseignements de l'État-major, un monarchiste et un combattant de la résistance contre le nazisme.

## Biographie
Staehle naît dans une famille d'officiers : son père August était capitaine, son grand-père Platzmajor à Cassel. Sa mère Alberdina, née Wildeboer, était originaire de la ville néerlandaise de Meppel.
Après le baccalauréat obtenu au lycée d'Osnabrück, Staehle entame une carrière d'officier et est nommé Fahnenjunker le 3 mars 1897. De 1900 à 1902, il participe comme sous-lieutenant à la répression de la révolte des Boxers en Chine.
Staehle combat sur le front occidental lors de la première guerre mondiale, puis est muté à l'État-major à Berlin et suit une formation pour devenir officier de renseignements. Il est ensuite, à partir de 1917, officier auprès de l'État-major en Flandres.
Après la guerre, Staehle prend part à la répression de la révolte spartakiste. Lors de l'occupation de la Ruhr, il est affecté au ministère de la défense. Responsable du wehrkreis VI (Münster), il dirige les services de renseignement allemands en Belgique et aux Pays-Bas. 
Staehle épouse en 1928 Hildegard Stille, précédemment divorcée, et doit renoncer en conséquence au service actif dans la Reichswehr.
il travaille de 1935 à 1937 au bureau du ravitaillement de la Wehrmacht. Le 30 septembre 1937, Staehle devient le directeur puis, le 8 novembre 1939, le tout dernier commandant de la maison des Invalides de Berlin, responsable également de la Grand orphelinat militaire de Potsdam. Il est alors colonel de la Wehrmacht.

## Résistance

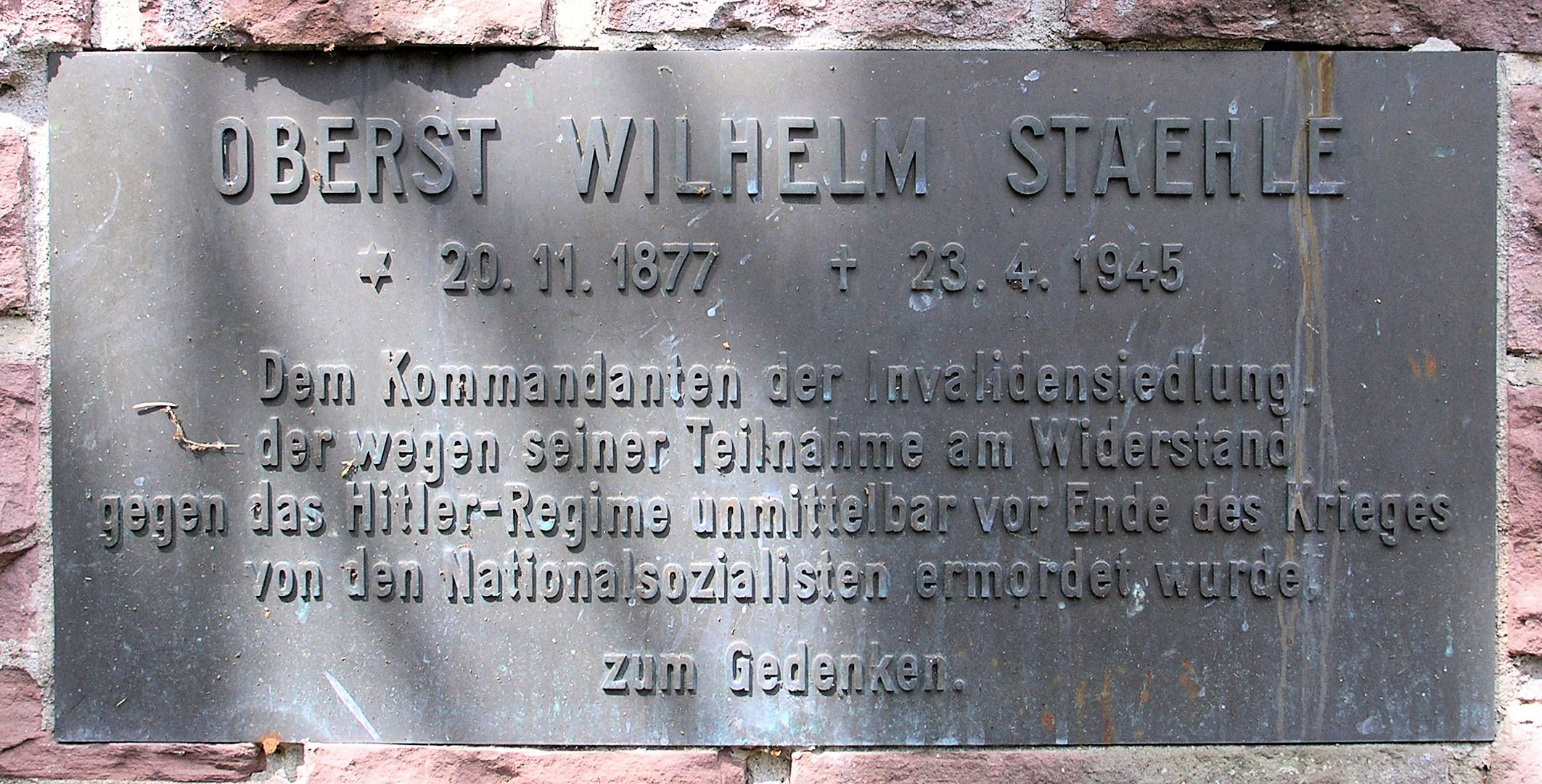
Plaque commémorative de la maison des Invalides, Berlin-Frohnau

Staehle et son épouse sont conservateurs, calvinistes et s'opposent tôt au national-socialisme. Staehle est un auditeur fréquent des sermons de Martin Niemöller, est proche de Carl Friedrich Goerdeler depuis 1937 et devient membre du Cercle Solf. Le couple est membre de l'office protestant des Églises pour les non-aryens et soutient activement des personnes persécutées.
Après l'occupation des Pays-Bas, Staehle qui a appris le néerlandais auprès de sa mère cherche lors de ses voyages professionnels à entrer en contact avec la résistance locale. Goerdeler le charge de fournir des informations sur les projets allemands. Il rencontre fin 1943 à Coevorden des membres dirigeants de la résistance hollandaise, et demande du soutien pour la période qui suivrait un attentat réussi contre Hitler, mais le gouvernement hollandais en exil à Londres s'y oppose. Il est prévu que Staehle prenne lui-même le commandement militaire aux Pays-Bas après le 20 juillet 1944. Staehle maintient le contact avec la résistance hollandaise par l'intermédiaire d'un groupe de résistants conservateurs de sa commune natale, Neuenhaus, et d'autres communes de l'arrondissement du Comté de Bentheim.
La police de sûreté allemande découvre l'activité de Staehle en surveillant une émission radio codée en ondes courtes depuis la Haye: elle tombe sur des documents destinés aux services londoniens du MID-SOE. La participation du Major Giske, de l'abwehrabteilung IIIF, qui dirige aux Pays-Bas l'opération Englandspiel est compromise, et Staehle est arrêté en février 1944 comme témoin.
Il est à nouveau arrêté le 12 juin 1944 en raison de sa participation au Cercle Solf , puis incarcéré à la prison de Moabit. Il est inculpé de complicité après le 20 juillet 1944.
Le 16 mars 1945, Staehle est condamné par le Volksgerichtshof à deux années de détention pour avoir facilité la fuite d'un opposant politique. Il est abattu d'un coup dans la nuque par un kommando du Reichssicherheitshauptamt dans la nuit du 22 au 23 avril 1945.
Sa tombe se trouve à Berlin, au cimetière des Invalides.

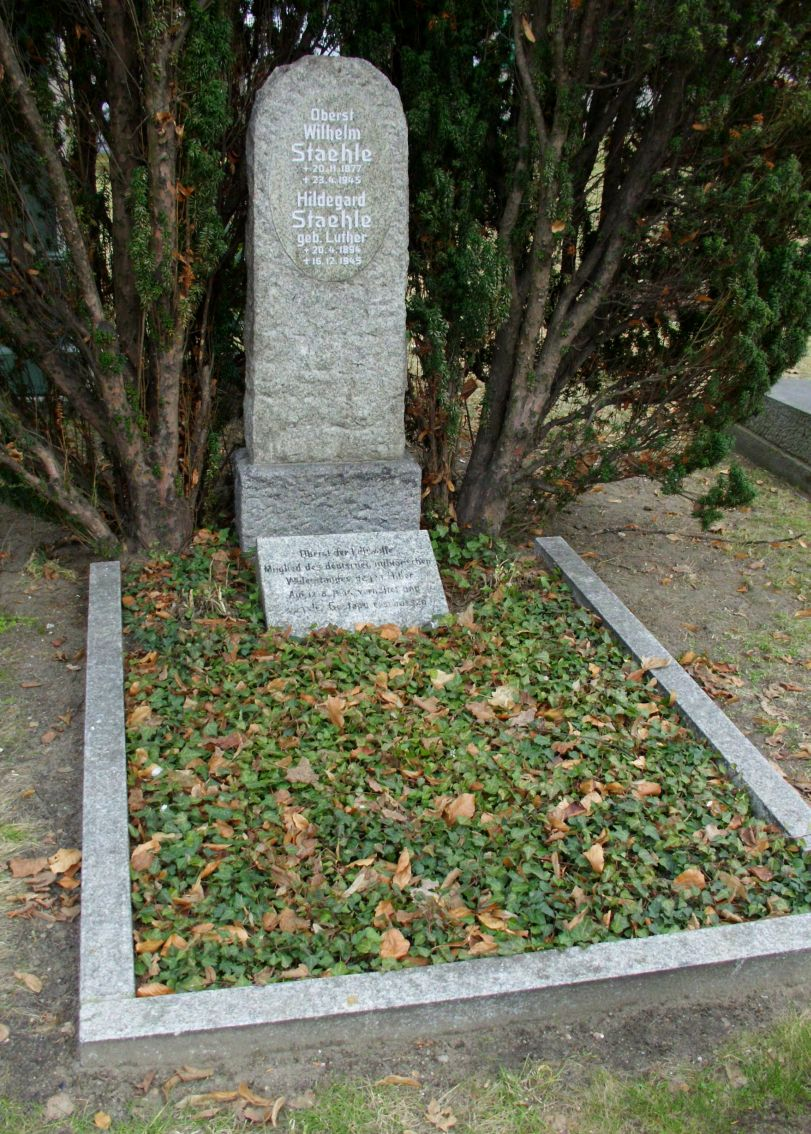
Tombe de Wilhelm Staehle au Cimetière des invalides, Berlin. Cliché de 2013.

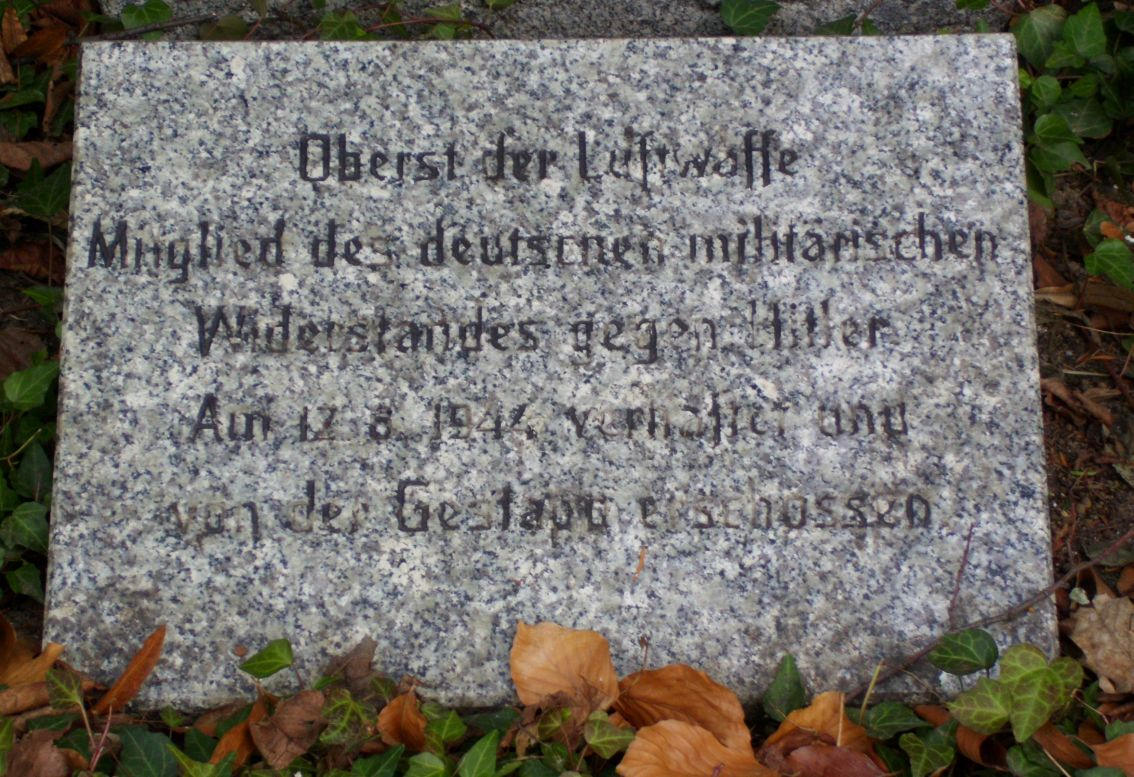
Plaque commémorative sur la tombe de Wilhelm Staehle

## Décorations
- Croix de fer (1914) de 1ère et 2ème classe
- Chevalier de l'ordre de Hohenzollern
- La partie occidentale du Hubertusweg, dans le district berlinois de Reinickendorf, quartier de Frohnau est nommé Staehleweg le 23 avril 1971, 26 ans après son assassinat[2].
- Une cloche commémorative en son honneur se trouve aux Invalides de Berlin.

- Une rue et une école[3] portent son nom à Neuenhaus, sa commune natale.